# Machulince
Machulince és un poble i municipi d'Eslovàquia que es troba a la regió de Nitra, al sud-oest del país. El 2021 tenia 1.101 habitants.

## Història
La primera menció escrita de la vila es remunta al 1275.

## Demografia
| Godina             | 1994 | 2004   | 2014   | 2024   |
| ------------------ | ---- | ------ | ------ | ------ |
| Nombre de persones | 988  | 1037   | 1126   | 1087   |
| Diferència         |      | +4,95% | +8,58% | −3,46% |

| Godina             | 2023 | 2024   |
| ------------------ | ---- | ------ |
| Nombre de persones | 1090 | 1087   |
| Diferència         |      | −0,27% |